# Planet Rock (singolo)
Planet Rock è un singolo di Afrika Bambaataa e Soulsonic Force, pubblicato il 17 aprile 1982 come estratto dall'album omonimo.
Planet Rock fece la storia, poiché fu la prima canzone hip hop ad essere suonata interamente con strumenti elettronici: gli arrangiamenti includono infatti una drum machine Roland TR-808, un sintetizzatore, ed un vocoder, nella traccia sono presenti inoltre spezzoni di altre canzoni, fra cui Trans Europe Express dei Kraftwerk.

## Descrizione
La traccia inaugurò una collaborazione del gruppo con il produttore discografico Arthur Baker, conclusasi nel 1984.
Il saggista Kurt B. Reighley descrisse Planet Rock come una "fusione di break hip hop e linee di sintetizzatore prese dai Kraftwerk, che gettarono le basi per il genere musicale chiamato 'electro'".
Il produttore Rick Rubin raccontò che "all'epoca tutti la consideravamo a malapena un brano rap, ma questo si rivelò una delle canzoni più rivoluzionarie della storia, che cambiò il modo di fare musica". Il DJ Muggs dei Cypress Hill disse che sulla costa occidentale americana l'hip hop non prese piede fino al 1984 circa, e che le persone che ascoltavano Planet Rock pensavano fosse una canzone funk.

## Accoglienza

### Critica
Il musicologo Robert Palmer, scrivendo per il New York Times, definì Planet Rock "forse il disco pop nero più influente del 1982", così come Robert Christgau, di The Village Voice, lo descrisse come il "disco dance più influente dell'anno" e "potenzialmente influente quanto Rapper's Delight".
L'esperto musicale Frank Owen nel 1990, sulla rivista Spin, dichiarò che considerava la canzone "l'anno zero della nuova musica dance", notando come essa esercitasse ancora una notevole influenza sulle scene musicali del Miami bass, del Detroit techno e del Los Angeles e più in generale West Coast hip hop.
Infine, la canzone è stata citata tra i migliori singoli del 1982 dal NME.

## Successo commerciale
La canzone acquisì rapidamente popolarità, specialmente negli Stati Uniti, dove raggiunse il milione di copie vendute e venne perciò certificata disco d'oro il 16 settembre 1982.

## Riconoscimenti
La rivista Rolling Stone l'ha inserita al terzo posto nella sua lista delle "migliori canzoni hip hop di tutti i tempi".
Nel 2025, la rivista Billboard l'ha inserita al 13° posto nella sua lista delle "100 migliori canzoni dance di tutti i tempi".

## Tracce
1. Planet Rock (vocal)
2. Planet Rock (bonus beats)
3. Planet Rock (strumentale)

## Formazione
- Tecnico - Bob Rosa, Jan D. Burnett
- Produttore esecutivo - Tom Silverman
- Masterizzato da - Herb Powers Jr.
- Mixato da e prodotto da Arthur Baker
- Tastiera di John Robie
- 7" & 12" edits da Jellybean Benitez
- Video di - Video Mix Productions - Danny Cornyetz & Jessica Jason

## Strumenti
- Roland TR-808 drum machine
- Fairlight CMI Series II 8-bit sampler (orchestra hit "ORCH5"[11])
- Moog Micromoog and Prophet 5 (John Robie's keyboards as stated by Arthur Baker in Sound on Sound)
- Lexicon PCM41 for Bambaataa's "vocoder" sound (really tight delay setting)

## Nella cultura di massa
Il titolo della canzone è stato usato per intitolare una popolare trasmissione musicale radiofonica italiana andata in onda sulle frequenze di Radio Rai tra il 1991 e il 1996.
Nel 2021 il brano è stato campionato dalle City Girls nel singolo Twerkulator.